# Estación de Orense-San Francisco
Orense-San Francisco es un apeadero ferroviario español situado en el barrio de San Francisco de la ciudad de Orense, en Galicia. Es la segunda estación ferroviaria de la ciudad tras la estación de Orense-Empalme. 
Aunque de gran importancia en el pasado, la estación ha ido perdiendo progresivamente peso hasta convertirse en un apeadero sin servicio de viajeros. Es la única estación urbana de España sin ningún servicio.

## Situación ferroviaria
La estación se encuentra en el punto kilométrico 246,151 de la línea férrea de ancho convencional  que une Zamora con La Coruña a 161 metros de altitud, entre las estaciones de Taboadela y Orense. El tramo es de vía única y está electrificado desde diciembre del año 2021.

## Historia
La voluntad de unir Madrid con Vigo, vía Medina del Campo, por el camino más corto posible es antigua y apareció plasmada en algunos anteproyectos como el de 1864. Sin embargo, el mismo  descartaba dicha posibilidad al considerar que suponía "enormes dificultades" que superaban incluso "los de la bajada del puerto de Pajares en el ferrocarril de Asturias". Es por ello, que la estación no fue inaugurada hasta el 1 de julio de 1957 con la puesta en marcha del tramo Orense – Puebla de Sanabria de la línea Zamora-La Coruña. Su explotación inicial quedó a cargo de RENFE cuyo nacimiento se había producido en 1941.
Desde el 31 de diciembre de 2004 Renfe Operadora explota la línea mientras que Adif es la titular de las instalaciones ferroviarias.
En diciembre de 2023 Adif anunció que transformaría el apeadero ya en desuso en un centro de regulación de circulación.

## La estación
El edificio de viajeros realizado en granito tiene planta rectangular y consta de dos pisos. Para su decoración se han empleado pináculos y un frontón inspirados en el barroco gallego, lo que da al edificio una estructura de pazo urbano. Como muchas estaciones del tramo posee una galería en la planta baja formada por diversos arcos. Los jardines laterales contaban con dos esculturas un afilador y un paragüero realizadas por Faílde que fueron movidas posteriormente. 
En la actualidad dispone únicamente una vía y de un andén lateral (en desuso) que fue reformado con motivo de las obras del AVE Galicia - Madrid
Desde inicios de 2024, el edificio de viajeros está siendo restaurado con una reforma integral en el interior conservando los elementos históricos, junto con una reforma del tejado y aumento de un piso, a su vez, los arcos que daban acceso al andén están tapiados. Todo ello con el fin de preparar el antiguo edificio para albergar el nuevo CRC del Eje Atlántico de alta velocidad

## Servicios ferroviarios
Renfe prestaba servicios de Media Distancia que realizaban las siguientes relaciones de la línea 2: Orense-San Francisco - Santiago de Compostela (Regional) y Orense - Puebla de Sanabria (MD). Los servicios Orense - Puebla de Sanabria fueron suprimidos en el 23 de junio de 2013, dentro de un plan de racionalización de servicios ferroviarios, que acabó con la Obligación de Servicio Público. Los servicios Orense-San Francisco - Santiago de Compostela recortaron provisionalmente en marzo de 2020 su recorrido hasta la estación de Orense con motivo de la adaptación para la alta velocidad del tramo Taboadela-Orense. Sin embargo, tras la finalización de los trabajos, no se ha recuperado el recorrido original y no existen planes para ello.